# Volga
Pour les articles homonymes, voir Volga (homonymie).
La Volga (/vɔl.ga/ ; en russe : Волга, /ˈvoɫɡə/  ; en tatar : İdel) est  le plus long fleuve d'Europe. Avec ses affluents, il draine plus d'un tiers de la surface de la Russie européenne. La Volga prend sa source dans les collines de Valdaï à 228 m d'altitude entre Moscou et Saint-Pétersbourg avant de se jeter dans la mer Caspienne après un long parcours de 3 690 km. Le fleuve est navigable sur presque toute sa longueur grâce à d'énormes aménagements réalisés pour l'essentiel durant la seconde moitié du XXe siècle. Son bassin versant, d'une superficie de 1 350 000 km2, rassemble une mosaïque de peuples. La vallée de la Volga concentre depuis la Seconde Guerre mondiale une part importante des activités industrielles de la Russie. La Volga joue également un grand rôle dans l'imaginaire russe et a inspiré de nombreux romans, tableaux et chansons, tels que Les Bateliers de la Volga.

## Géographie

### Cours supérieur de la Volga
La source de la Volga est située dans les collines de Valdaï, dans le hameau de Volgoverkhove, au nord ouest de Moscou et à environ 320 km au sud-est de Saint-Pétersbourg. Après avoir quitté ces collines, le cours d'eau atteint Rjev et se dirige vers le nord-est. À partir de là, de petits navires de marchandises peuvent circuler. Plus loin, il arrose la ville de Tver (ancienne Kalinine) qui fut fondée en 1135 et se situait sur la route reliant Moscou à Saint-Pétersbourg. La Volga traverse le lac de retenue du barrage d'Ivankovo (réservoir d'Ivankovo) jusqu'à Doubna, où elle est rejointe par le canal de Moscou. Le réservoir de Doubna a été construit pour alimenter Moscou. Après Kimry, le fleuve atteint le lac de retenue du barrage d'Ouglitch (réservoir d'Ouglitch). Ensuite le fleuve se dirige vers le nord jusqu'au lac de retenue du barrage de Rybinsk (réservoir de Rybinsk), qui est le plus ancien construit sur le fleuve. Dans ce lac se jettent deux affluents rejoignant la Volga — la Mologa et la Cheksna — ainsi que la voie navigable Volga-Baltique.

### Cours moyen de la Volga

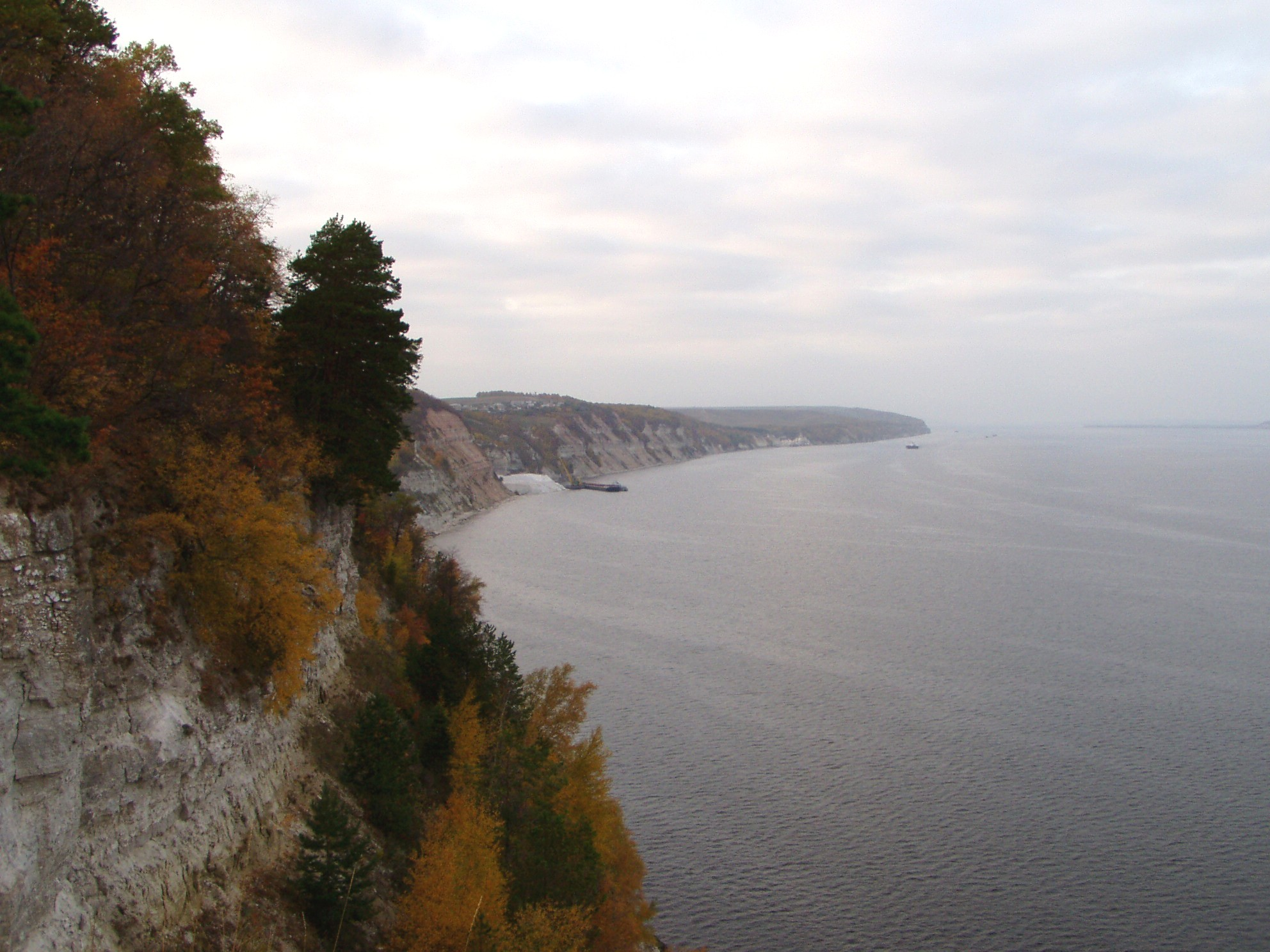
La rive droite de la Volga est souvent escarpée : ici près du confluent avec la Kama.

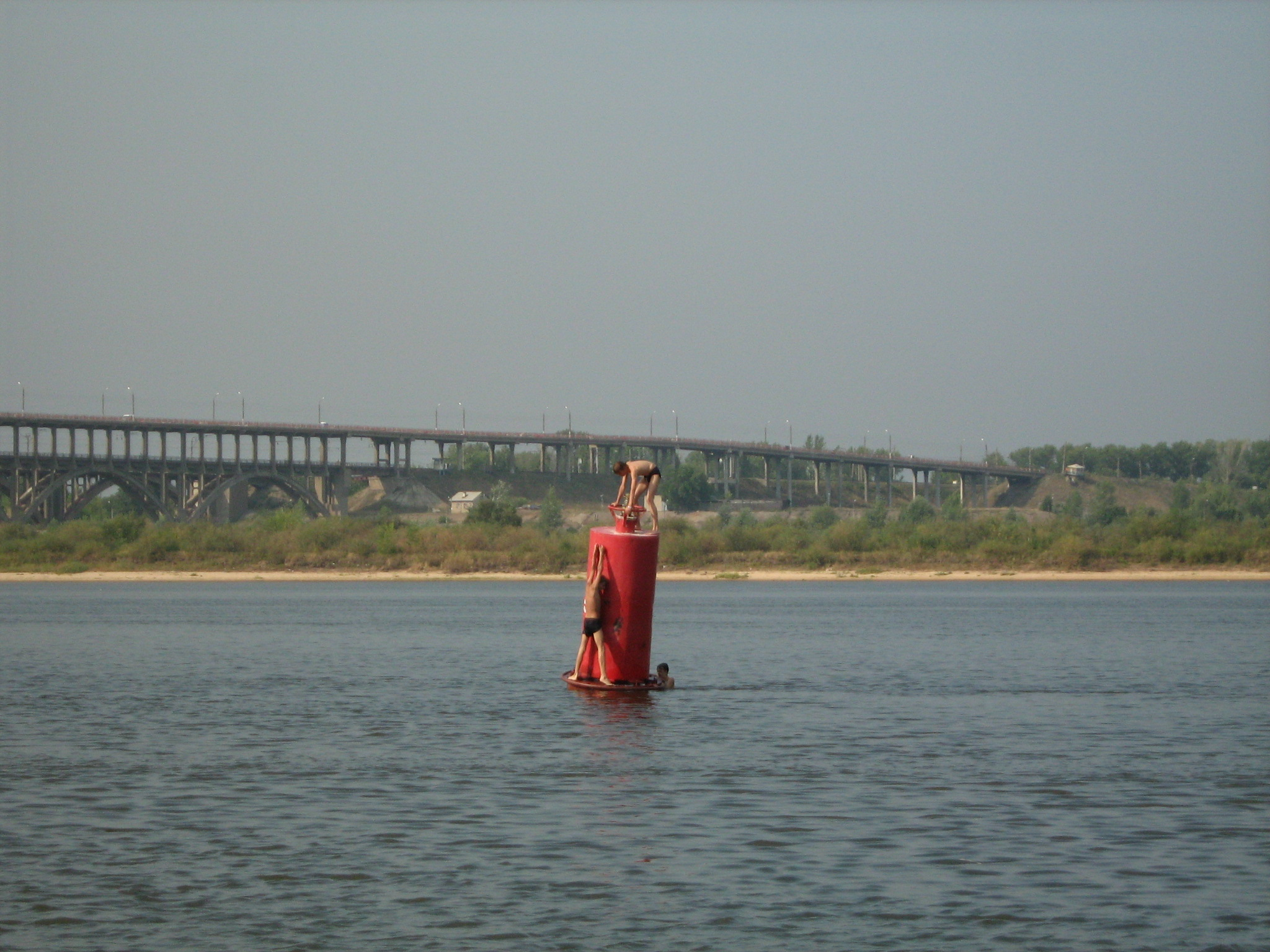
Enfants jouant dans la Volga près du pont de Nijni Novgorod.

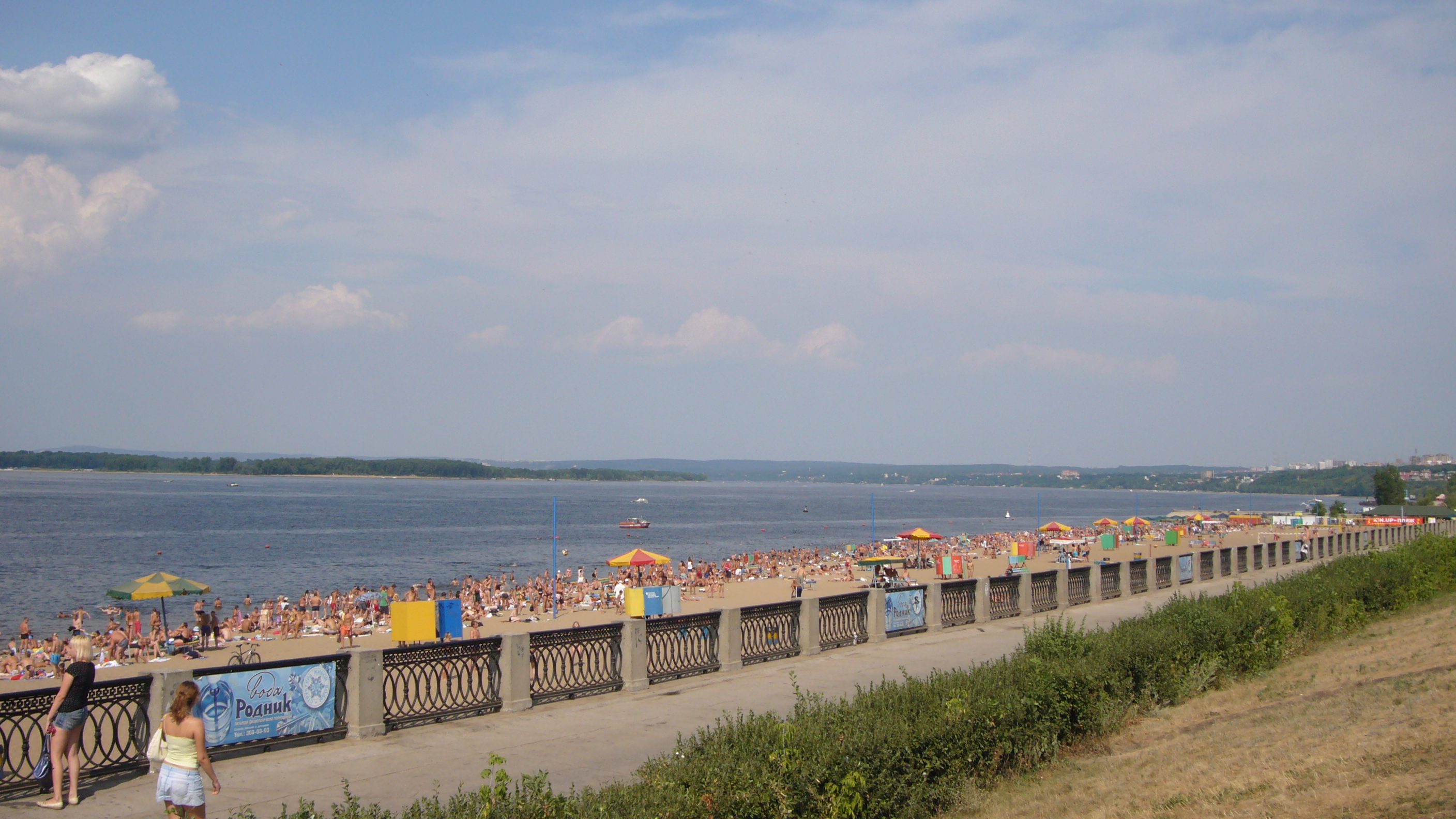
La Volga à Samara.

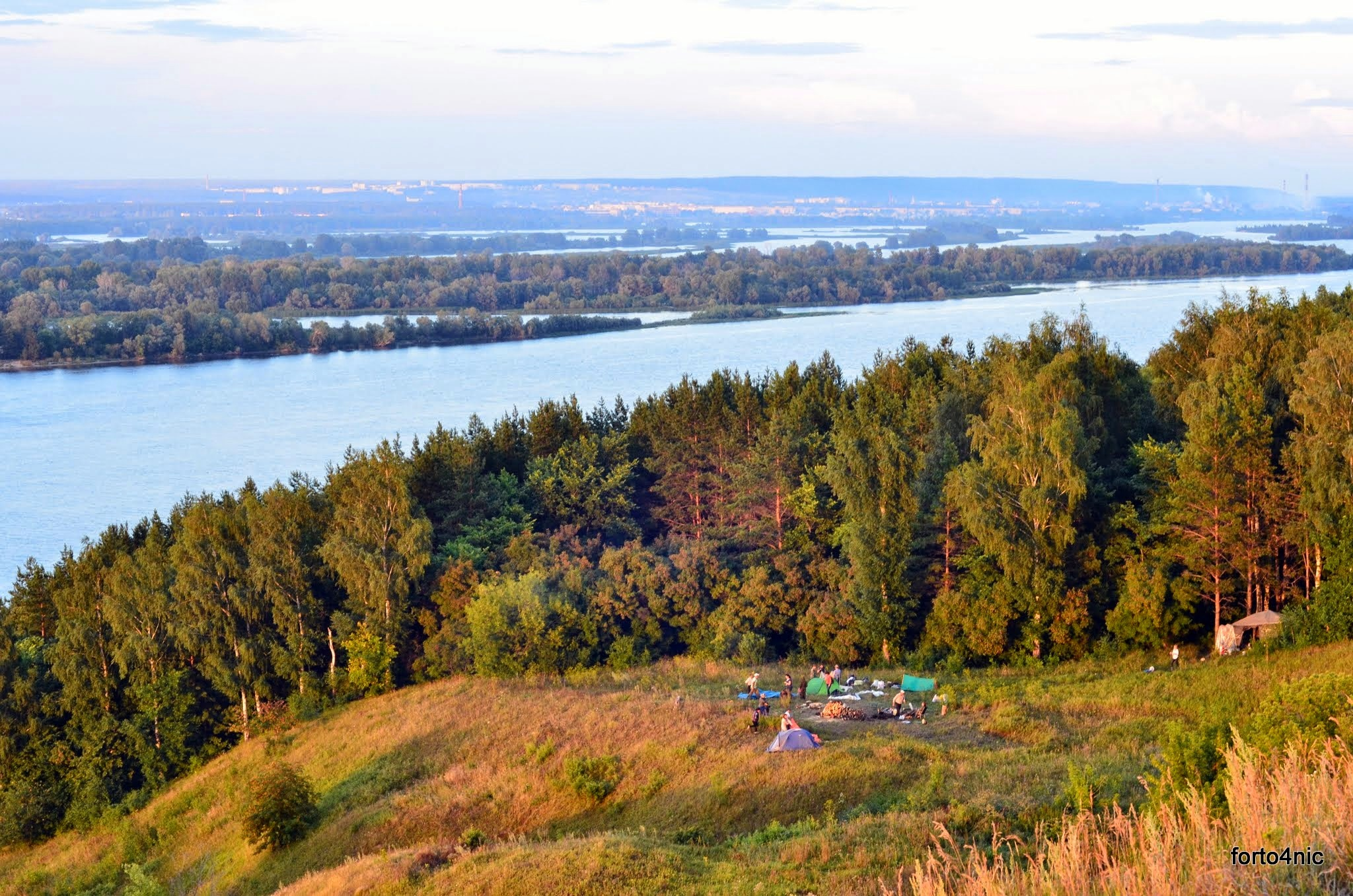
Tchouvachie.

En aval du barrage, on trouve la ville de Rybinsk (autrefois rebaptisée Andropov) qui est le grand port de transbordement du cours supérieur de la Volga. Après le passage de l'écluse à double bassin, celle-ci coule ensuite vers le sud-est et atteint, après 85,8 km,  Iaroslavl, une des plus anciennes villes de la Russie centrale, fondée au XIe siècle. Les industries qui y sont installées déversent la majeure partie de leurs eaux usées dans le fleuve sans les avoir retraitées. Environ 70 km en aval se trouve Kostroma fondée en 1152, au confluent du fleuve avec la Kostroma. En aval de Kinechma, on trouve un nouveau lac de retenue (réservoir de Gorki) : c'est un plan d'eau de 430 km de long créé par le barrage de Nijni Novgorod. À Nijni Novgorod, l'Oka, un affluent droit, rejoint la Volga. Plus loin sur le territoire de la république des Maris, se trouve le barrage de Tcheboksary. Dans les années 1980, lors de sa construction, des dizaines de milliers de Maris durent être déplacés pour faire place au lac de retenue (réservoir de Tcheboksary). En aval du barrage se trouvent les villes de Tcheboksary et Novotcheboksarsk. Kazan, capitale du Tatarstan, est située sur le cours du fleuve, 150 km plus à l'est, là où le cours d'eau incline son cours vers le sud. La ville se situe au début du réservoir de Kouïbychev, lac de retenue long de 550 km créé par le barrage de Samara : avec ses 6 450 km2 de superficie, il s'agit du plus grand lac de retenue d'Europe. La Kama rejoint la Volga en se jetant dans ce lac. Sur les bords du lac se trouvent les villes d'Oulianovsk et Togliatti. La Volga forme une boucle presque fermée dans laquelle se situe la ville de Samara (autrefois Kouïbychev) qui compte plus d'un million d'habitants. La Samara, un affluent gauche, débouche à cet endroit dans le fleuve. La ville de Syzran se trouve sur la fin de la boucle.

### Cours inférieur de la Volga
Le lac de retenue de Saratov, qui commence à cet endroit est créé par le barrage de Saratov construit près la ville de Balakovo. L'Irguiz se jette dans la Volga au niveau de cette ville industrielle. Le peuple des Allemands de la Volga vivait entre Balakovo et Saratov avant d'être déporté au Kazakhstan et en Sibérie après la Seconde Guerre mondiale. Les villes de Engels et Marks situées sur la rive gauche rappellent cette époque. Le fleuve a conservé intact son aspect d'autrefois uniquement sur cette partie de son cours. Les formes caractéristiques du paysage constitué de prairies et de collines — culminant à 375 mètres — à l'ouest et d'une rive plate à l'est sont encore perceptibles entre Kazan et Volgograd, même si les lacs de retenues ont en partie noyé les anciennes rives. Mais ce n'est qu'entre Balakovo et Marks que la Volga est dans son état originel.
En face de la ville d'Engels se trouve la ville de Saratov, centre universitaire de 880 000 habitants. Le lac de retenue du barrage de Volgograd (réservoir de Volgograd), long de 600 km commence à hauteur de cette ville. La ville de Kamychine se trouve sur les rives de ce lac. En aval du barrage, se trouvent les villes de Volgograd (autrefois Tsaritsyne puis Stalingrad) et de Voljski. Volgograd s'étale sur 80 km le long de la rive ouest. Près de Svetly, commence le canal Volga-Don qui permet d'atteindre la mer Noire. Il a été construit pour l'essentiel par des déportés entre 1950 et 1957. Près de Voljski se détache un défluent de la Volga — l'Akhtouba — qui va suivre son propre cours jusqu'à la mer Caspienne. La Volga effectue une courbe prononcée vers le sud-est pour aller se jeter dans la mer Caspienne. La ville d'Astrakhan (autrefois Itil) se situe au début du delta formé par le fleuve. Une partie du delta est protégée par la réserve naturelle d'Astrakhan, car la région est un lieu de transit pour les oiseaux migrateurs. Les deux bras les plus importants du delta de la Volga sont le Bakhtemir et le Tabola. Plus à l'est, l'Akhtouba se jette dans le plus grand lac du monde (la mer Caspienne).

## Hydrologie
La Volga est alimentée pour 60 % par les eaux provenant de la fonte des neiges, à 30 % par les eaux souterraines et à 10 % par les eaux de pluie. La Volga possède un régime peu pondéré. En effet la moitié des eaux que roule le fleuve dans l'année s'écoulent en l'espace de six semaines de la fin avril à début juin au moment du dégel qui débute dans le sud du bassin versant pour se propager rapidement vers le nord ensuite. La cote (hauteur d'eau) du fleuve est soumise à d'importantes fluctuations annuelles. Elle atteint 11 m à Tver, 16 m juste en amont du point de confluence avec la Kama et 3 m à Astrakhan mais la construction de réservoirs sur le cours du fleuve et de ses affluents a permis de réduire considérablement ces fluctuations.
Le débit moyen interannuel ou module du fleuve est de 182 m3/s à Tver ; de 1 110 m3/s à Iaroslavl, de 2 970 m3/s à Nijni Novgorod, de 7 720 m3/s à Samara et de 8 060 m3/s à Volgograd. Après Volgograd, le fleuve ne reçoit plus de tributaires significatifs et l'évaporation entraine une diminution de son débit de 2 %. Le débit du fleuve pouvait autrefois atteindre au maximum 67 000 m3/s après le point de confluence avec la Kama et 52 000 m3/s à Volgograd, une partie des eaux se déversant dans les plaines inondables alentour. La lame d'eau écoulée annuellement dans le bassin versant est de 187 mm à Volgograd pour un total des précipitations reçues de 662 mm.
Avant la création des réservoirs, la Volga déversait en une année à son embouchure 25 millions de tonnes de sédiments et 40 à 50 millions de tonnes de minéraux dissous.
Les eaux de la Volga atteignent une température de 20 °C à 25 °C en juillet et elles sont libres de glace 260 jours par an à Astrakhan.

## Populations

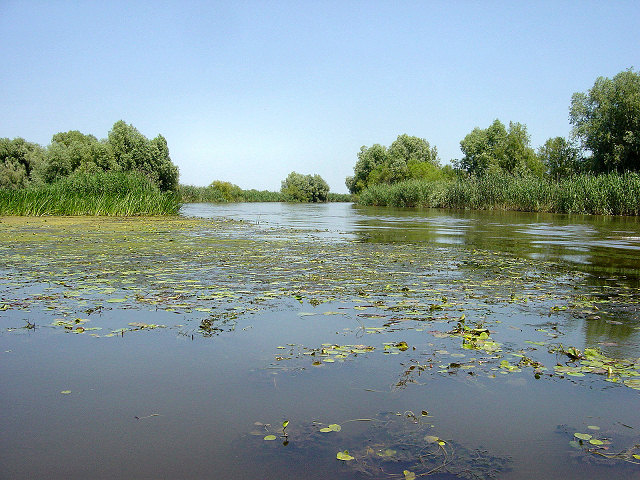
La Volga près de son embouchure.

Les populations indigènes du cours supérieur de la Volga sont les Finnois Mériens qui sont aujourd'hui assimilés par les Russes. D'autres groupes finnois, comme les Maris et les Mordves résident le long du cours moyen de la Volga. Les populations turques sont apparues vers 600 et ont absorbé certains groupes finnois et indo-européens installés sur le cours moyen et inférieur du fleuve : par la suite, ils devinrent les Tchouvaches chrétiens et les Tatars musulmans ainsi que des Nogaïs aujourd'hui réinstallés au Daghestan. Les mongols bouddhistes Kalmouks colonisèrent la Volga au XVIIe siècle.
La région de la Volga héberge également quelques descendants d'Allemands de la Volga qui avaient été incités par Catherine II à s'installer sur ces terres pour les cultiver et les coloniser et également pour créer une région tampon contre les attaques des hordes mongoles de l'est. Les Allemands vinrent en grand nombre. Sous le régime soviétique, une partie de la région devint la République socialiste soviétique des Allemands de la Volga. Pendant la Seconde Guerre mondiale, Staline dissout la république : ses habitants furent en majorité déportés par familles entières dans d'autres régions de l'URSS (surtout le Kazakhstan et la Kirghizie) pour empêcher des actes de collaboration avec les occupants allemands et pour punir cette ethnie. Beaucoup émigrèrent en Allemagne à partir des années 1990.

## Histoire

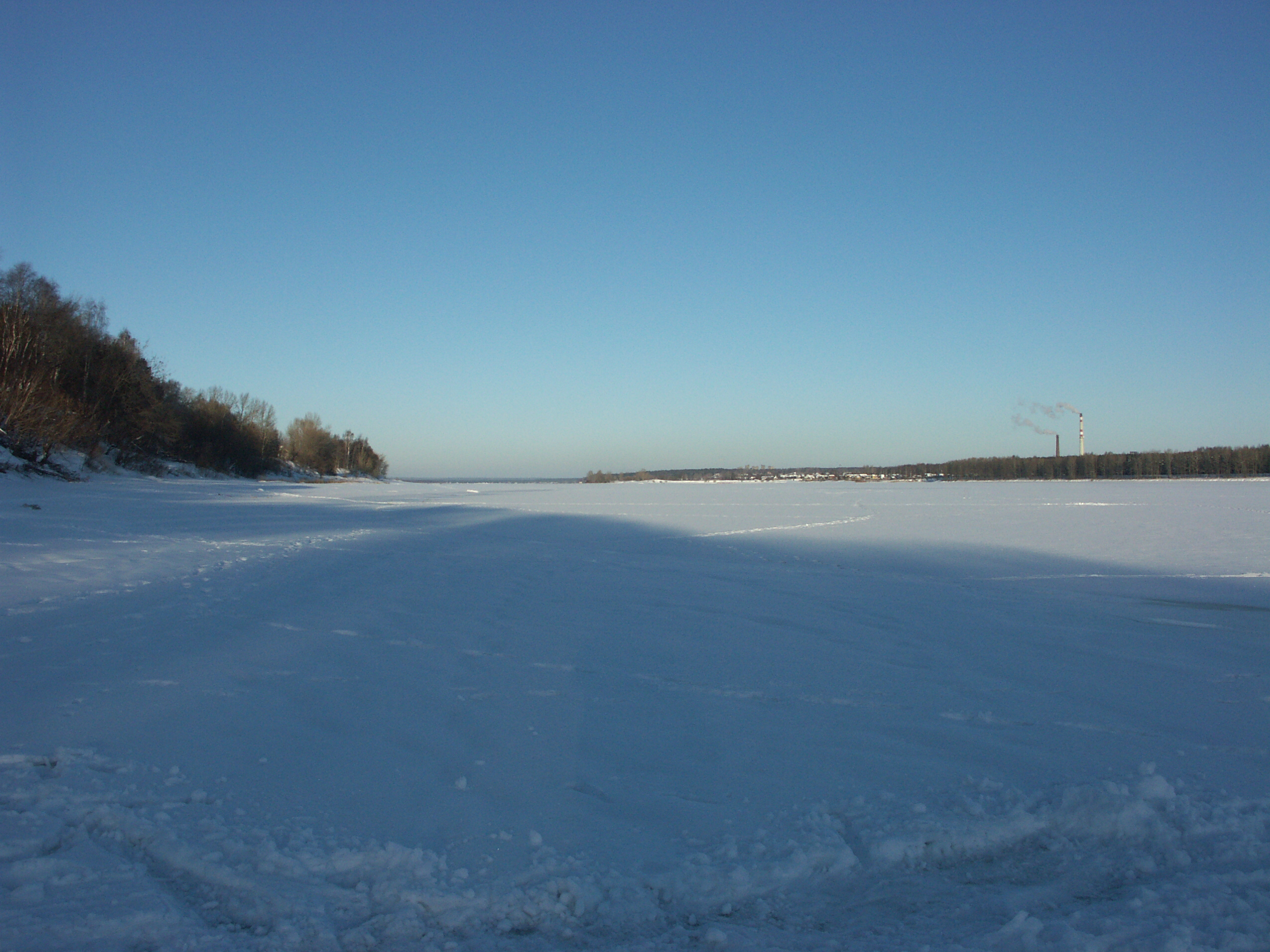
La Volga prise dans les glaces au nord de Iaroslavl.

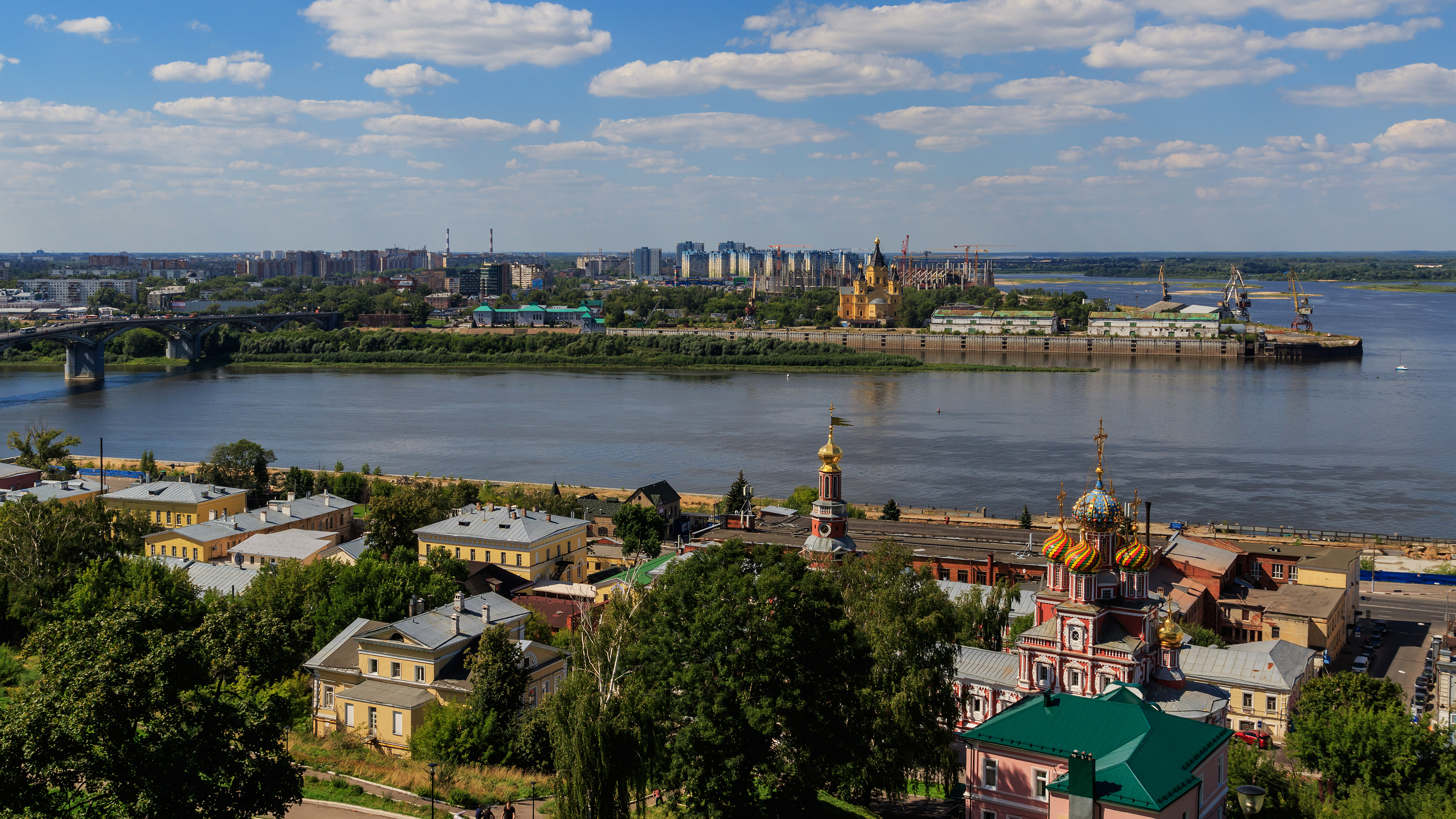
La Volga (en arrière-plan) à Nijni Novgorod.

La Volga était connue par les anciens Grecs sous le nom de fleuve Rha. Dans le folklore russe, la Volga est connue sous le nom de « Mère Volga » en raison de son importance. Le fleuve constitua durant plusieurs siècles la frontière orientale de la Russie.
Au Haut Moyen Âge, des tribus slaves s'établirent sur son cours supérieur, tandis que des Bulgares s'établissaient sur son cours moyen (les Bulgares de la Volga, du VIIIe siècle au XIVe siècle) et les Khazars sur son cours inférieur. 
Ces derniers établirent à Itil, près du delta de la Volga, la capitale d'un « Empire » éphémère (VIIIe siècle-Xe siècle) qui s'étendit de Kiev à l'Oural, au détriment des Slaves orientaux et des Bulgares de la Volga. Ils sont surtout connus pour s'être convertis au judaïsme, avant d'être vaincus par les armées du Grand-Duc de Kiev Sviatoslav Ier en 965. 
C'est durant cette période que la Volga devint une voie commerciale majeure à l'est de l'Europe (route commerciale de la Volga). Contrôlée par les Mongols de la Horde d'or en aval de Nijni Novgorod au XIIIe siècle, elle fut disputée au XVe siècle par les khanats d'Astrakhan et de Kazan. Aux XVIe et XVIIe siècles, la Volga sur laquelle se trouvait la capitale de la Horde d'or — Saraï, près de l'actuelle Volgograd — joua un rôle prépondérant dans les conquêtes des Cosaques qui la firent passer sous le contrôle de Moscou. Après la prise de Kazan par Ivan le Terrible en 1552 puis celle d'Astrakhan en 1556, l'ensemble du cours du fleuve passa sous le contrôle de l'empire russe. Pour assoir son emprise sur la région de nombreux kremlins furent édifiés presque tous sur la rive droite plus escarpée. Parmi ceux-ci, certains sont devenues de grandes agglomérations : Saratov fondée en 1590, Tsaritsyne (aujourd'hui Volgograd) en 1589, Simbirsk (aujourd'hui Oulianovsk) en 1648, Samara en 1648. Le peuplement de la région fut assuré par des colons russes, par des Cosaques et par des Allemands fuyant leur terre natale surpeuplée et attirés par l'offre d'installation de la reine Catherine II (1767). La Volga devenait un axe de communication facilitant l'expansion russe en Sibérie et sur la Caspienne, notamment sous Stenka Razine. À cette époque, la région de la basse Volga était principalement occupée par des populations turco-mongoles et finnoises.
Au XIXe siècle, le chemin de fer consolida la prééminence des villes édifiées le long du fleuve. Les activités de ces centres urbains portaient sur le commerce, la minoterie, la conserverie de poisson, la construction navale et la maintenance du matériel ferroviaire. Mais la région resta globalement en marge de la révolution industrielle jusque dans les années 1930, date à laquelle furent construits un premier combinat métallurgique et une usine de tracteurs (à Stalingrad).

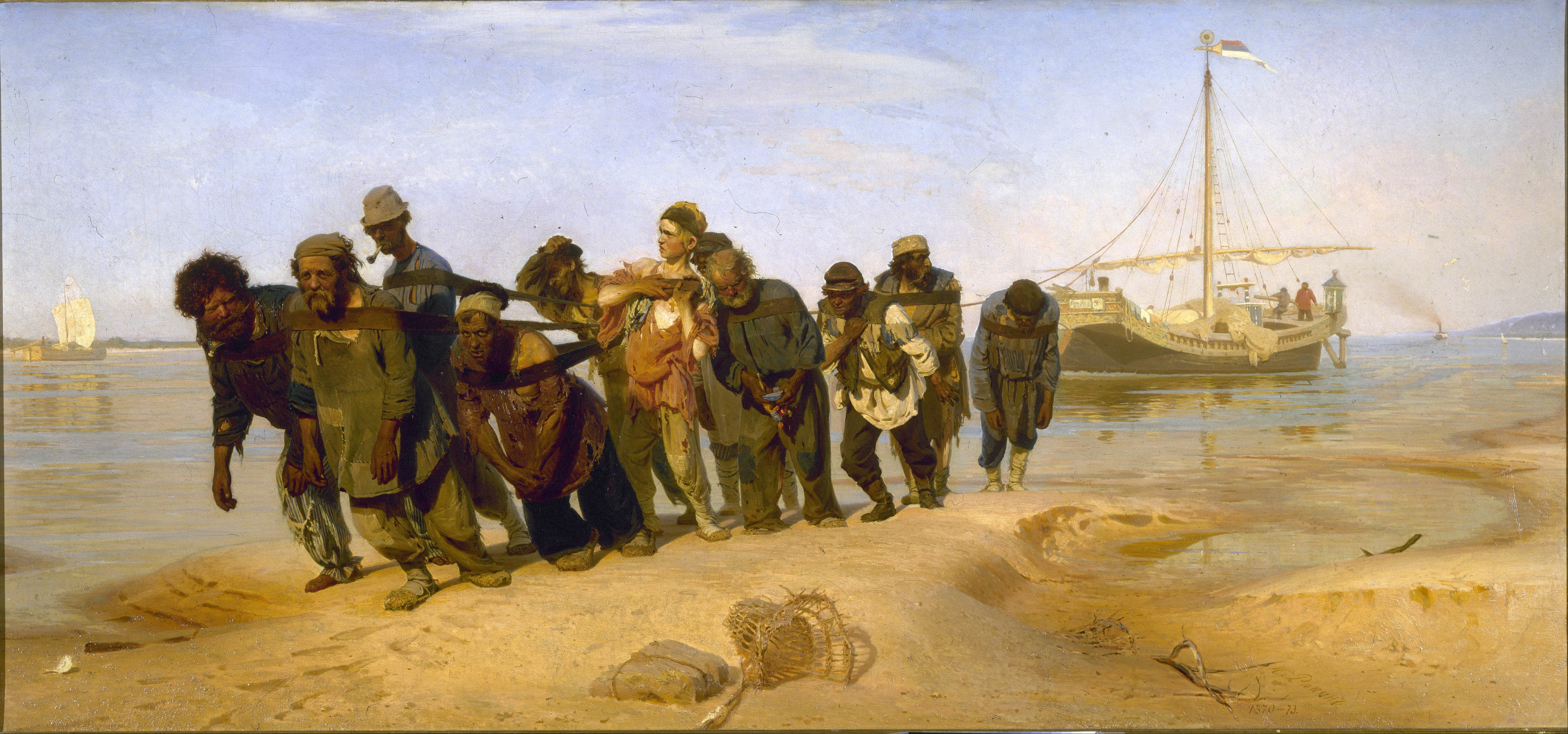
Haleurs de barges sur la Volga
Ilia Répine, 1870-1873
Palais Mikhaïlovski, Saint-Petersbourg

Le peintre Ilia Répine représente les "bourlaques", des ouvriers journaliers qui tiraient les amarres tractant les barges le long du fleuve dans un tableau de ses débuts Les Bateliers de la Volga, réalisé en 1870-1873, et conservé au Palais Mikhaïlovski, à Saint-Pétersbourg.
Durant la Seconde Guerre mondiale, la Volga fut une ligne de défense précieuse pour l'Armée rouge après les défaites de l'été 1942. La sanglante bataille de Stalingrad (aujourd'hui Volgograd) située sur le saillant est que dessine la Volga, permit aux Soviétiques de stopper l'avancée allemande et de reprendre l'offensive.

## Économie

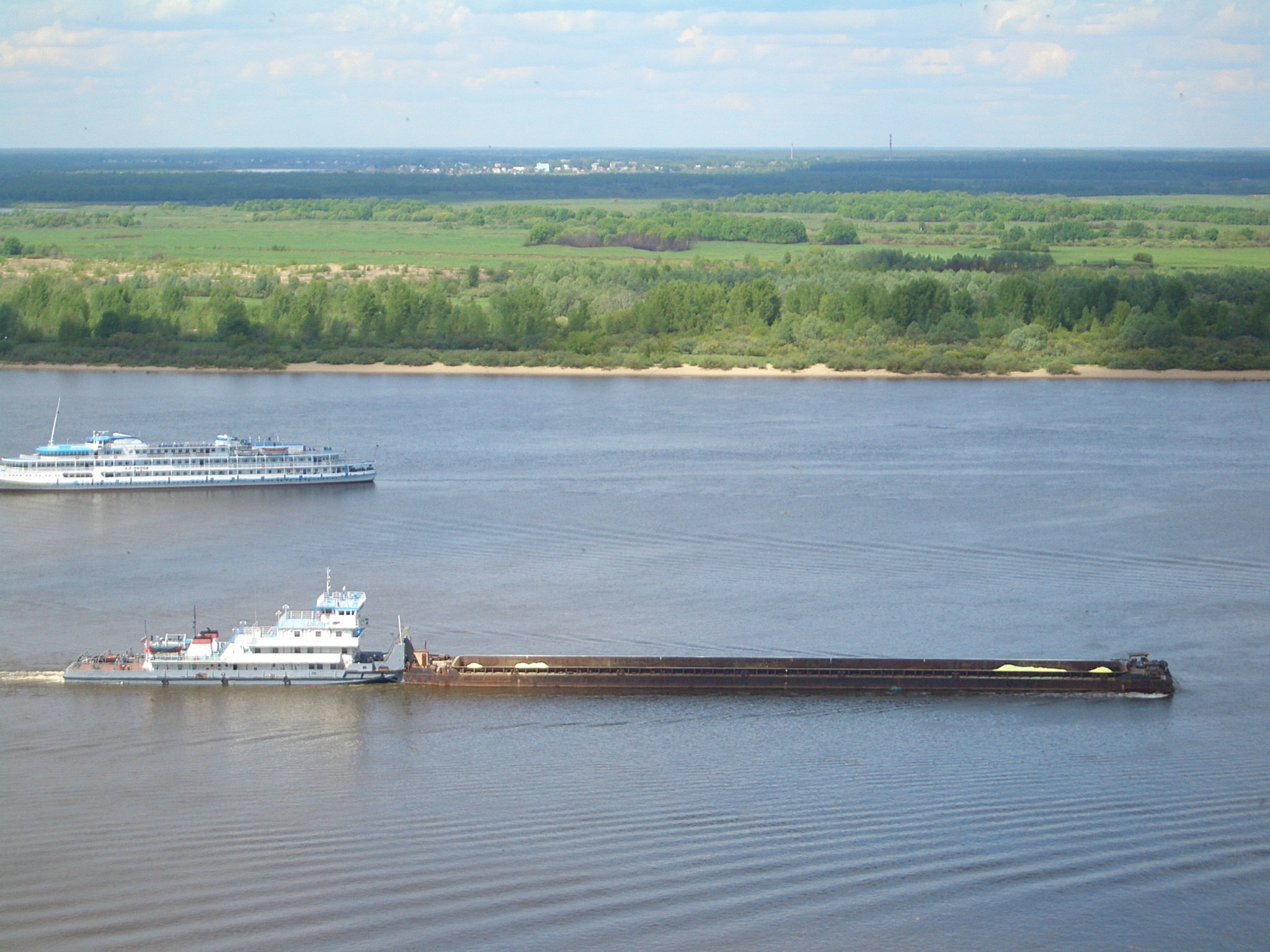
Un pousseur et sa barge croisent un bateau de passagers près de Nijni Novgorod.

Ce n'est qu'après la Seconde Guerre mondiale que la région se développa réellement : plus de 200 usines (machine-outil, automobile) furent construites dans les principales agglomérations. De gigantesques travaux d'aménagements furent entrepris sur la Volga et son affluent, la Kama, pour en faire des artères de communication permanentes, produire de l'électricité et irriguer les terres peu arrosées situées le long du cours inférieur.
La mise en exploitation après la Seconde Guerre mondiale de gisements de pétrole et de gaz importants tout au long du bassin (90 millions de tonnes de pétrole et 28 milliards de mètres cubes produits au cours de l'année 2001) ont favorisé la création d'une importante industrie pétrochimique dynamique même si les gisements ont tendance aujourd'hui à s'épuiser.
La partie centrale du bassin du fleuve est relativement fertile, quoique les précipitations soient très irrégulières d'une année sur l'autre. Par contre, les tentatives d'irrigation des terres situées plus au sud n'ont pas donné les résultats espérés. De plus, une partie des terres cultivables situées au bord de la mer Caspienne ont été submergées dans les années 1980 à la suite de la remontée du niveau de la mer Caspienne qui a pris les spécialistes au dépourvu.
Le bassin de la Volga est riche en ressources minières telles que la potasse et le sel. Le delta de la Volga ainsi que les abords de la mer Caspienne sont riches en poissons. Astrakhan, située sur le delta de la Volga, est le centre de l'industrie du caviar.

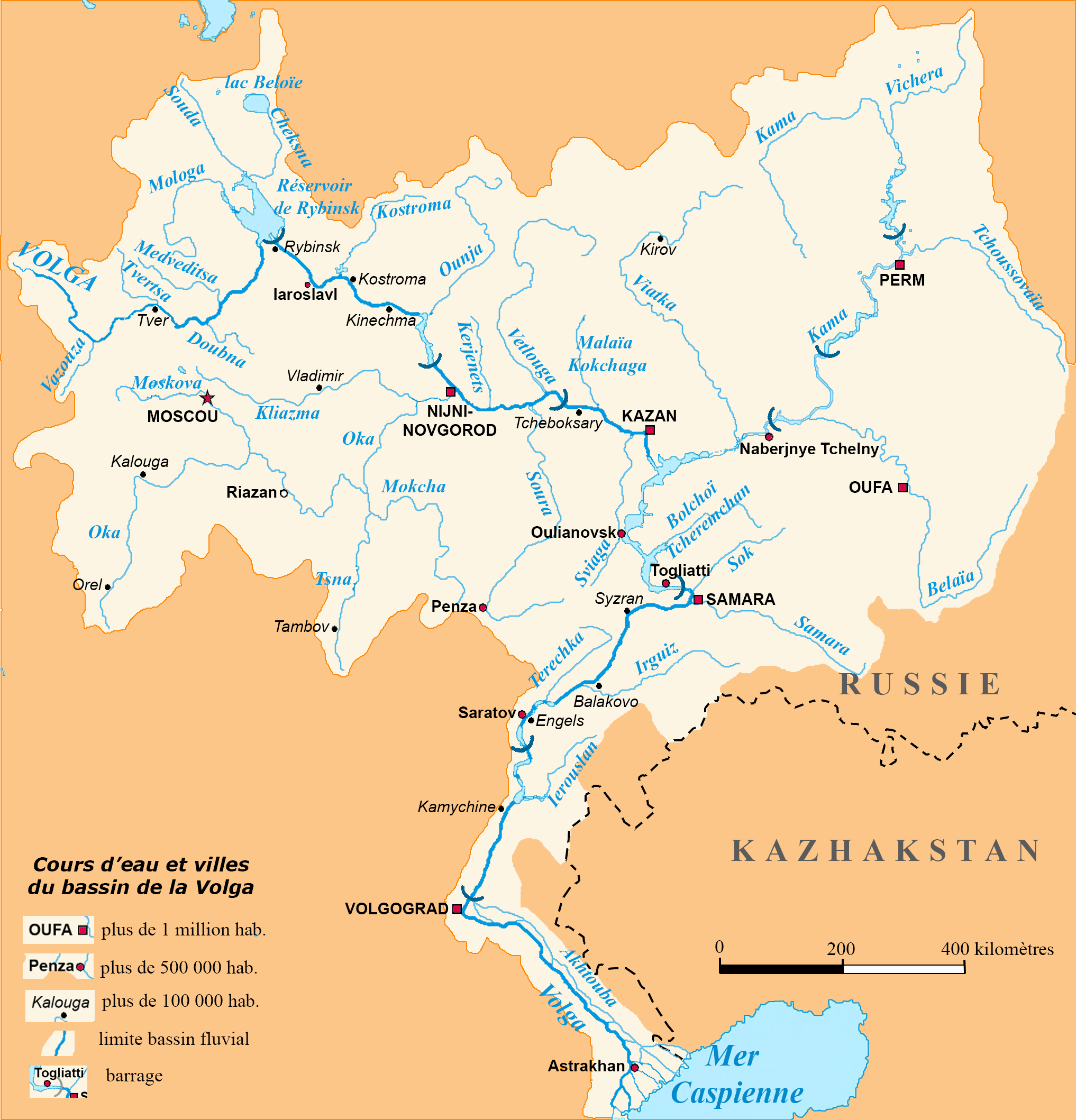
Bassin de la Volga : limites du bassin, principaux affluents, villes et barrages.

## Principaux affluents
(de la source à l'embouchure)
- la Vazouza (rd[note 1]), 162 km
- la Tvertsa (rg), 188 km.
- la Doubna (rd), 167 km.
- la Medveditsa (rg), 259 km.
- la Mologa (rg), 456 km.
- la Souda (rg), 184 km.
- la Cheksna (rg), 139 km.
- la Kotorosl, 132 km.
- la Kostroma (rg), 354 km.
- l'Ounja (rg), 426 km.
- l'Oka (rd), 1 600 km.
- la Soura (rd), 841 km.
- la Vetlouga (rg), 889 km.

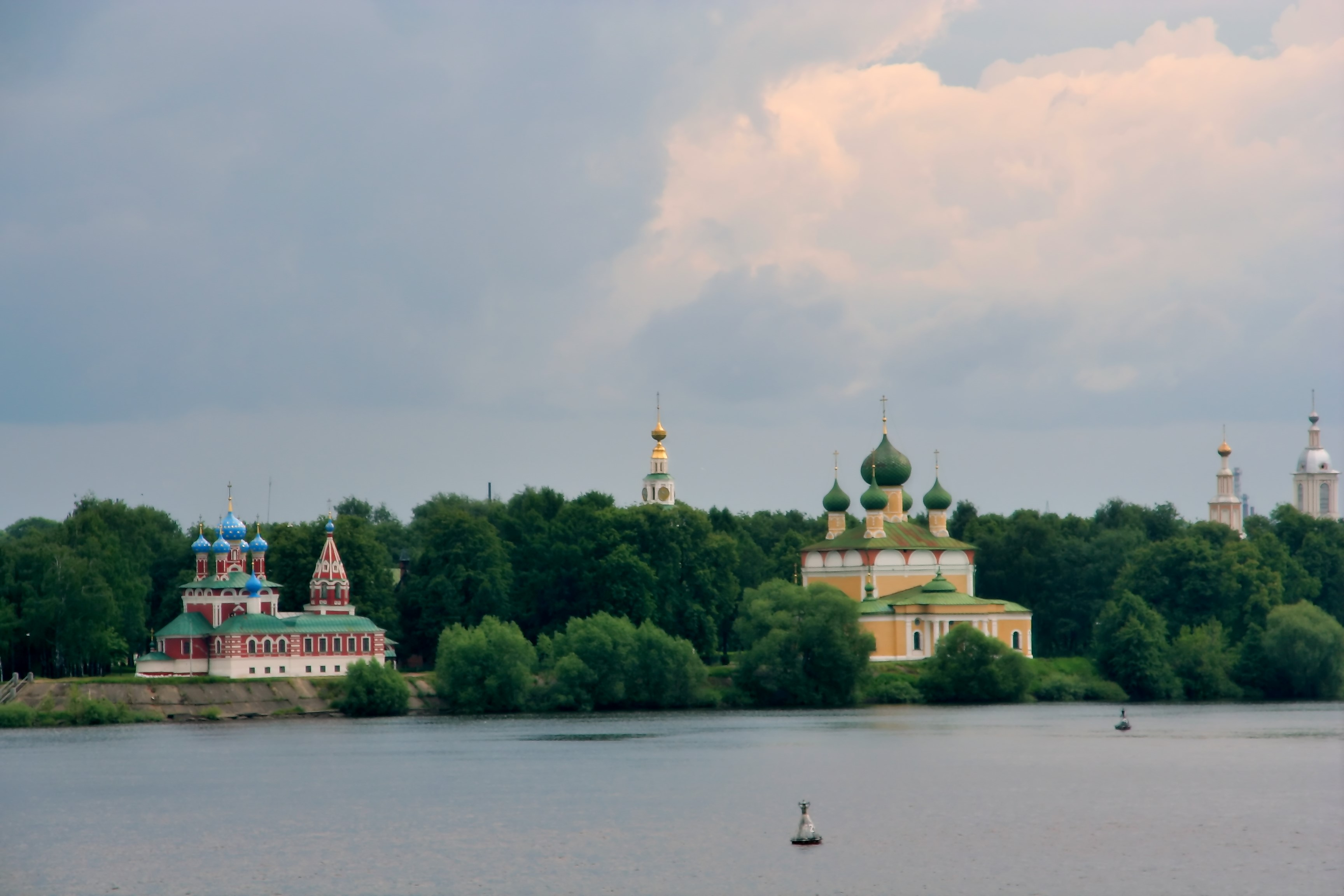
La Volga à Ouglitch.

- la Malaïa Kokchaga (rg), 194 km.
- le Kama (rg), 1 804 km.
- la Sviaga (rd), 375 km.
- la Bolchoi Tcheremchan (rg) 336 km.
- la Sok (rg), 364 km.
- la Samara (rg), 594 km.
- l'Irguiz (rg), 675 km.
- la Bolchaïa Terechka (rd), 213 km.
- la Ierouslan (rg), 278 km.
- l'Akhtouba (rg), 537 km, défluent.

## Principales villes traversées
(source)

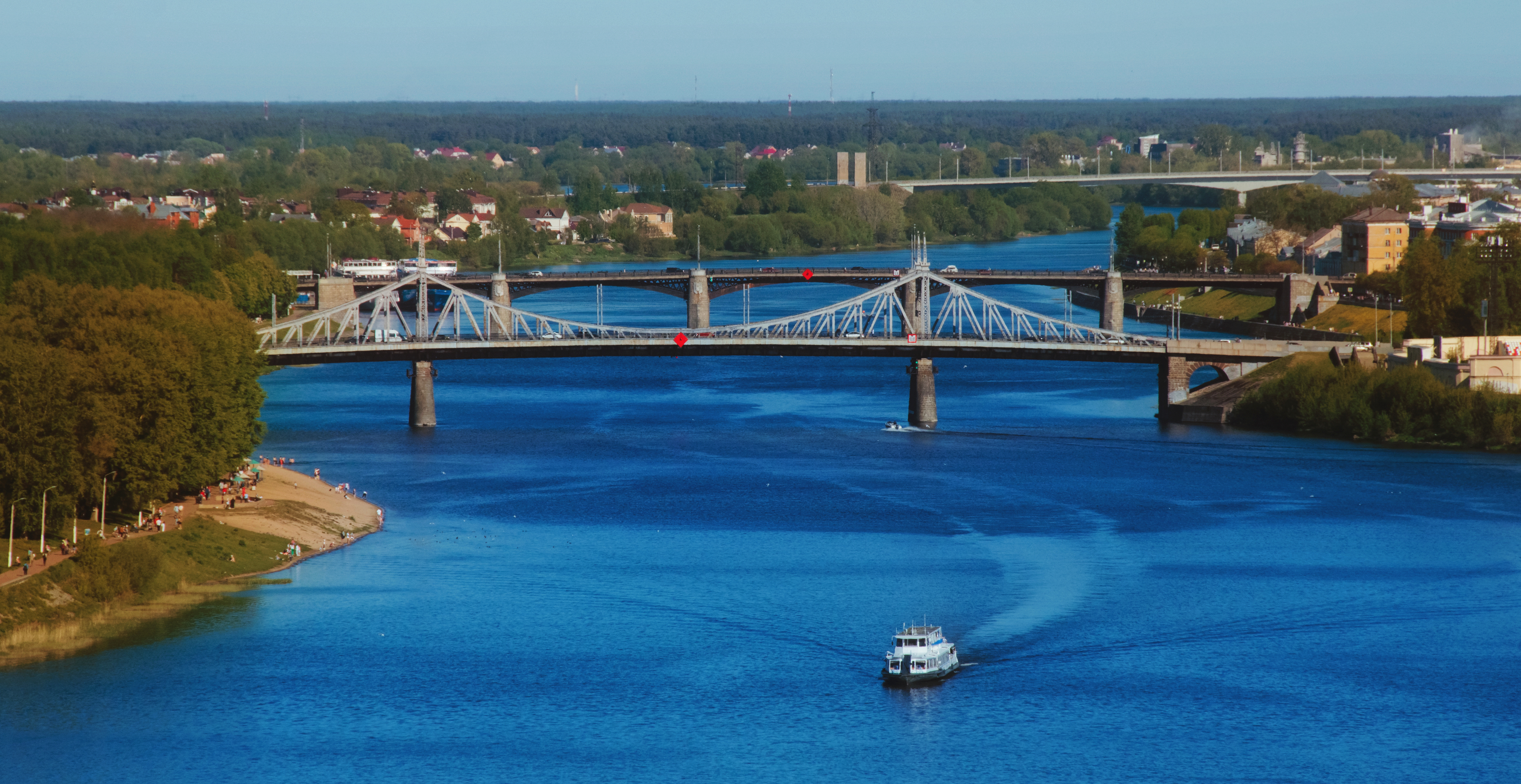
La Volga à Tver.

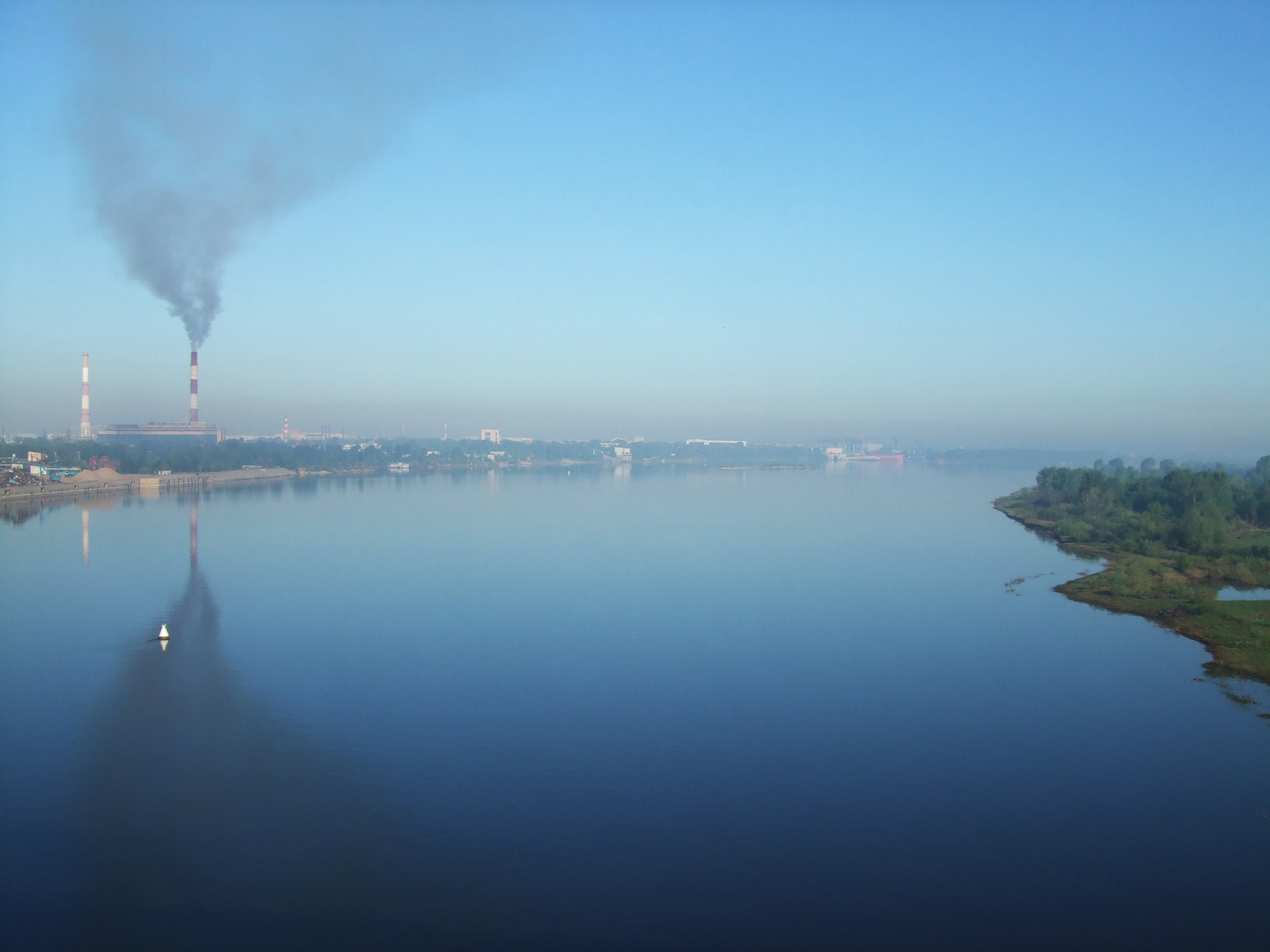
La Volga à Nijni Novgorod.

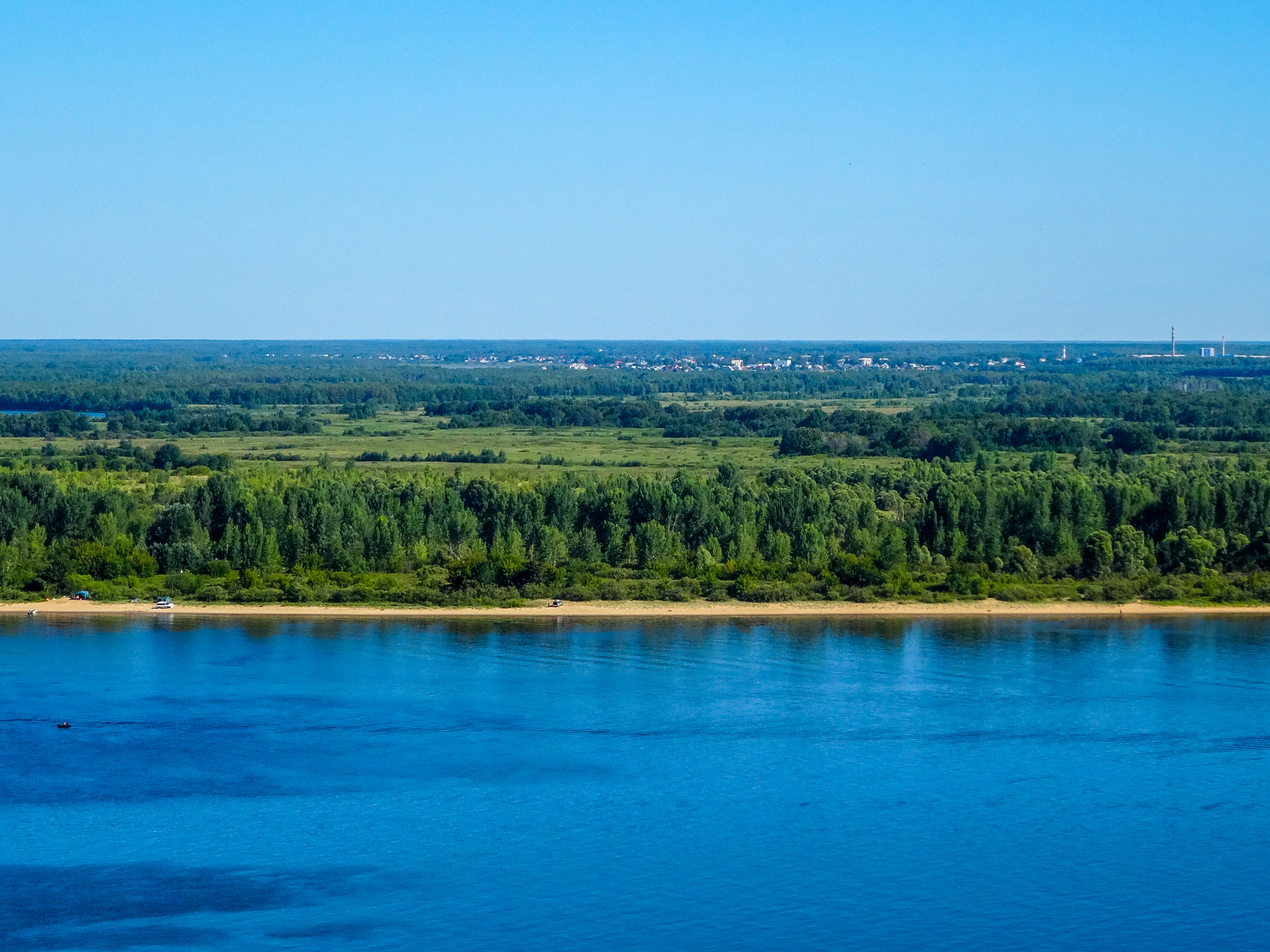
Vue sur la Volga depuis le point de vue près du monument de Valeri Tchkalov à Nijni Novgorod.

La Volga traverse les villes d'Ouglitch, Rybinsk, Iaroslavl, Kostroma, Nijni Novgorod, Kazan, Oulianovsk, Samara, Saratov, Togliatti, Tver, Volgograd et Astrakhan.

## Aménagements de la Volga
Plusieurs canaux — le canal de Moscou, le canal Don-Volga, la voie navigable Volga-Baltique — mettent en communication Moscou avec la mer Blanche, la mer Baltique, la mer d'Azov, la mer Caspienne et la mer Noire. Cet ensemble de liaisons fluviales, dont la Volga constitue la pièce maîtresse, forme le système des Cinq-Mers. Il structure les échanges commerciaux des matières pondéreuses (bois, sel, céréales) en Russie occidentale et facilite l'approvisionnement de la capitale. 
Après la Seconde Guerre mondiale, un plan d'aménagement de la Volga imaginé dans les années 1920 est mis à exécution. Il s'agit d'abord de rendre navigable le fleuve soumis à de fortes variations de débit associées à une pente extrêmement faible (250 mètres de dénivelé sur l'ensemble du cours) avec des changements importants de niveau en fonction de la saison (jusqu'à 20 mètres). Les deux autres objectifs sont de produire de l'électricité et d'irriguer les terres peu arrosées situées sur le cours inférieur.
Une dizaine de grands barrages sont édifiés sur le cours de la Volga et de ses affluents la Kama et l'Oufa créant de gigantesques lacs de retenue. L'ensemble est appelé « cascade Volga-Kama ». Les ouvrages construits ont assagi le fleuve et garantissent désormais en toute saison (quand le fleuve n'est pas pris par les glaces) une profondeur supérieure à quatre mètres. En contrepartie, plus de 10 000 km2 de terres ont été noyées ainsi que des centaines de villages et quelques villes. Les centrales électriques produisent 33 585 GWh par an. En revanche, le programme d'irrigation est un échec car il pâtit de la désorganisation de l'administration russe et de problèmes de remontée de sel sur des terres trop irriguées.
Les principales caractéristiques des barrages hydroélectriques construits sur la Volga sont fournies dans le tableau ci-dessous. Les deux principaux barrages  sont les barrages de Volgograd et celui de Samara qui fournissent à eux deux 22 GW d'électricité annuellement et dont les lacs de retenue couvrent au total 10 000 km2. Toutes ces installations sont gérées par RusHydro, la principale société de production d'énergie hydroélectrique russe créée en 1993 et détenue en partie par l’État. 
| Barrage        | Date inauguration | Superficie lac réservoir (km2) | Volume (km3) | Puissance installée (MW) | Production électrique (GWh) | Villes proches               | Autres informations              |
| -------------- | ----------------- | ------------------------------ | ------------ | ------------------------ | --------------------------- | ---------------------------- | -------------------------------- |
| Ivankovo       | 1937              | 327                            | 1,2          | 30                       | 130                         |                              |                                  |
| Ouglitch       | 1940              | 249                            | 1,25         | 120                      | 212                         |                              |                                  |
| Rybinsk        | 1950              | 4 550                          | 25,42        | 356                      | 1 100                       |                              |                                  |
| Nijni Novgorod | 1955              | 1 591                          | 8,7          | 520                      | 1 513                       |                              |                                  |
| Tcheboksary    | 1986              | 2 100                          | 14,2         | 1 404                    | 3 280                       |                              |                                  |
| Samara         | 1957              | 6 450                          | 57           | 2 456                    | 11 000                      | à la confluence avec la Kama | auparavant barrage de Kouïbychev |
| Saratov        | 1971              | 1 850                          | 12,9         | 1 360                    | 5 350                       |                              |                                  |
| Volgograd      | 1961              | 3 317                          | 32,1         | 244                      | 11 000                      |                              |                                  |

### Aménagements portuaires
Jusqu'au début du XXe siècle les opérations de chargement / déchargement dans les ports fluviaux de la Volga sont effectués manuellement. La construction de postes d'amarrage et la mécanisation des opérations ne débutent qu'en 1931 et s'accélèrent après la Seconde Guerre mondiale avec les travaux d'aménagement de la Volga-Kama. Les installations portuaires sont inaugurées aux dates suivantes :  Tver (1961), Iaroslavl (1948),  Nijni Novgorod (1932), Kazan (1948), Oulianovsk 1947), Togliatti (1957), Samara (1948), Saratov (1948), Volgograd (1938), Astrakhan (1934) .

## Étymologie du nom du fleuve
L'appellation russe Волга peut être rapprochée des mots slaves désignant le caractère « mouillé », « humide » (влага, волога). Ce nom devint en français et en anglais Volga et en allemand Wolga. Le nom pourrait également avoir des origines finnoises.
Les populations turques vivant au bord du fleuve l'appellent Itil ou Atil. Attila le Hun pourrait tenir son nom du fleuve. Aujourd'hui dans les langues apparentées au turc, la Volga est connue sous le nom de İdel (Идел) en tatar, Атăл (Atăl) en tchouvache et İdil en turc. En langue mari le fleuve est appelé Юл (Jul) utilisant la même racine
Si on remonte encore plus loin dans le temps, les Scythes donnaient au fleuve le nom de Rha qui peut être associé à l'ancien mot sanscrit Rasah désignant une rivière sacrée. Cette origine est conservée dans le nom donné par les Mordves au fleuve : Рав (Raw).

## Volga ou Kama?

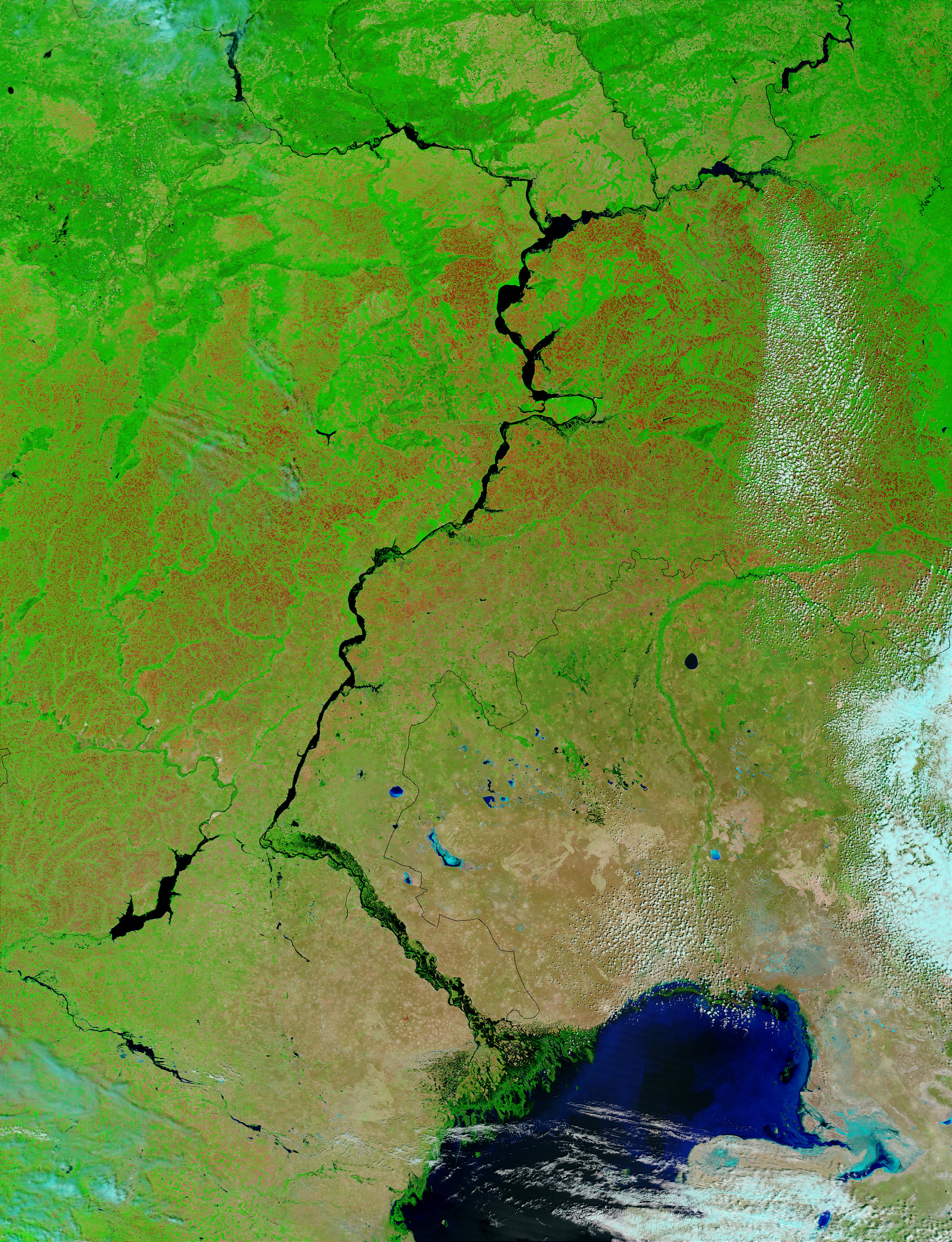
Le cours inférieur : on distingue le delta sur la mer Caspienne et la « grande courbe » de Volgograd.

La Kama est le plus important des affluents de la Volga. Plusieurs indices prouvent que la Volga dans son cours inférieur devrait prendre le nom de Kama. À la confluence, les débits moyens de la Volga et de la Kama sont respectivement de 3 750 et 3 800 m3/s. Les superficies des bassins de leurs cours supérieurs sont respectivement de 260 900 et 251 700 km2. La Volga reçoit un nombre de cours d'eau inférieur (66 500 contre 73 700). La vallée fluviale de la Kama est plus ancienne que celle de la Volga. Dans la première moitié de l'ère quaternaire, à l'époque du maximum glaciaire, la Volga n'existait pas dans sa forme actuelle et la Kama alimentait la mer Caspienne. À l'époque, le cours supérieur de la Volga se jetait dans le Don qui était alors le fleuve le plus important d'Europe. Le cours inférieur de la Volga emprunte en fait celui de l'ancienne Kama. 
Selon ses paramètres hydrologiques, la Volga inférieure devrait donc s'appeler la Kama. Mais le rôle historique joué par le cours supérieur de la Volga ainsi que son importance économique contemporaine expliquent la dénomination retenue. Il existe d'autres exemples analogues, comme le Mississippi et le Missouri, la Seine et l'Yonne ou encore l'Ob et l'Irtych, l'Ienisseï et l'Angara.